# Engelenbak (rang in theater)
Een engelenbak is de benaming voor de hoogstgelegen zitplaatsen in een schouwburg of operagebouw. Deze rang wordt ook wel het schellinkje genoemd.  De naam is een hyperbole verwijzing naar de locatie; de plaatsen bevinden zich zo dicht bij de hemel dat toeschouwers bijna de engelen zouden kunnen aanraken. Vanwege de grote afstand tot het toneel is dit ook de goedkoopste rang in een theater.